# أدفنتشر أوف ذا سيز
أدفنتشر أوف ذا سيز (بالإنجليزية: Adventure of the Seas) هي سفينة سياحية من فئة فوياجر وهي مملوكة من قبل شركة رويال كاريبيان إنترناشيونال، دخلت الخدمة في عام 2001.